# Tripoli, Iowa
Tripoli [trᵻˈpoʊlə] är en ort i Bremer County i Iowa. Vid 2010 års folkräkning hade Tripoli 1 191 invånare.